# Чейс Странджо
Чейс Странджо (на английски: Chase Strangio) е американски общественик и адвокат.

## Ранни години
Роден е на 29 октомври 1982 година в Масачузетс. През 2004 година завършва Гринелския колеж, през 2010 година – правното училище на Североизточния университет, след което работи като адвокат, от 2013 година за Американския съюз за граждански свободи. По време на следването си Странджо разкрива, че е транссексуален мъж.

## Кариера
Придобива широка известност с участието си в две дела пред Върховния съд, завършили през юни 2020 година с разширително тълкуване на Закона за гражданските права, което включва хомосексуалните и трансджендър хората в групите, защитавани от трудова дискриминация.

## Личен живот
Има връзка с изкуствоведката и писателка Кимбърли Дрю, с която има дете.